# 龙脑香科
龙脑香科（学名：Dipterocarpaceae）包括16属约580-680种，主要都是生长在热带雨林中的乔木，一般可以长到40-70米高，最高的可以达到85米，广泛分布在全世界的热带地区，有些种类已经成为濒危植物品种，望天树是中国的一级保护植物。龙脑香科是东南亚热带雨林为代表性植物，在雨林的露生层占据绝对优势，生长在婆罗洲东北部的龙脑香科树种是热带最高的树种。
龙脑香科植物是木材市场的重要产品，有的品种还可以提炼芳香油，有的品种是制造胶合板的主要原料。在东南亚原产地，个别品种也因其高大挺拔的姿态，被用作城市绿化树种，胡志明市就有上千棵百年以上的龙脑香科行道树。

## 分类
龙脑香科一般被分为2个亚科：
- 柄蕊香亚科 Monotoideae：3属30种：
  - 麦克香属 Marquesia：分布于非洲。
  - 柄蕊香属 Monotes：26种，分布于非洲和马达加斯加。
  - Pseudomonotes：分布于哥伦比亚的亚马逊河流域
- 龙脑香亚科 Dipterocarpoideae：是最大的亚科，包括13属470-650种，广泛分布在亚洲南部，以马来群岛西部品种最多，是当地热带雨林的优势树种。
  - 桉納士香属 Anisoptera
  - 杯裂香属 Cotylelobium
  - 龙脑香属 Dipterocarpus：70种
  - 冰片香属 Dryobalanops
  - 坡垒属 Hopea：105种
  - 新棒果香属 Neobalanocarpus
  - 柳桉属 Parashorea
  - 娑罗双属 Shorea：360种
  - 锡兰香属 Stemonoporus
  - 乌普纳香属 Upuna
  - 瓦特香属 Vateria
  - 塞舌耳香属 Vateriopsis
  - 青梅属 Vatica：60种

生长在南美圭亚那高原地带的Pakaraimaea roraimae过去曾被归类于本科，自成Pakaraimoideae亚科，现已知属于半日花科。
- 龙脑香科植物的翅果
- 娑罗双属的翅果